# Podophyllum
Podophyllum (L., 1753) è un genere di piante appartenente alla famiglia delle Berberidaceae, presente in America settentrionale, Asia meridionale ed Estremo Oriente.

## Tassonomia
Descritto per la prima volta nel 1753 da Linneo nel suo Species Plantarum come composto da sole 2 specie, ovvero P. peltatum e P. diphyllum (Jeffersonia diphylla), attualmente all'interno del genere Podophyllum sono incluse le seguenti 17:
- Podophyllum aurantiocaule Hand.-Mazz.
- Podophyllum cymosum (Michx.) Christenh. & Byng
- Podophyllum delavayi Franch.
- Podophyllum difforme Hemsl. & E.H.Wilson
- Podophyllum emeiense (J.L.Wu & P.Zhuang) J.M.H.Shaw
- Podophyllum glaucescens J.M.H.Shaw
- Podophyllum grayi (F.Schmidt) Christenh. & Byng
- Podophyllum guangxiense (Y.S.Wang) J.M.H.Shaw
- Podophyllum hemsleyi J.M.H.Shaw & Stearn
- Podophyllum hexandrum Royle
- Podophyllum majoense Gagnep.
- Podophyllum peltatum L.
- Podophyllum pleianthum Hance
- Podophyllum sinense (H.L.Li) Christenh. & Byng
- Podophyllum trilobulum J.M.H.Shaw
- Podophyllum tsayuense (T.S.Ying) Christenh. & Byng
- Podophyllum versipelle Hance